# Sonja Bakker

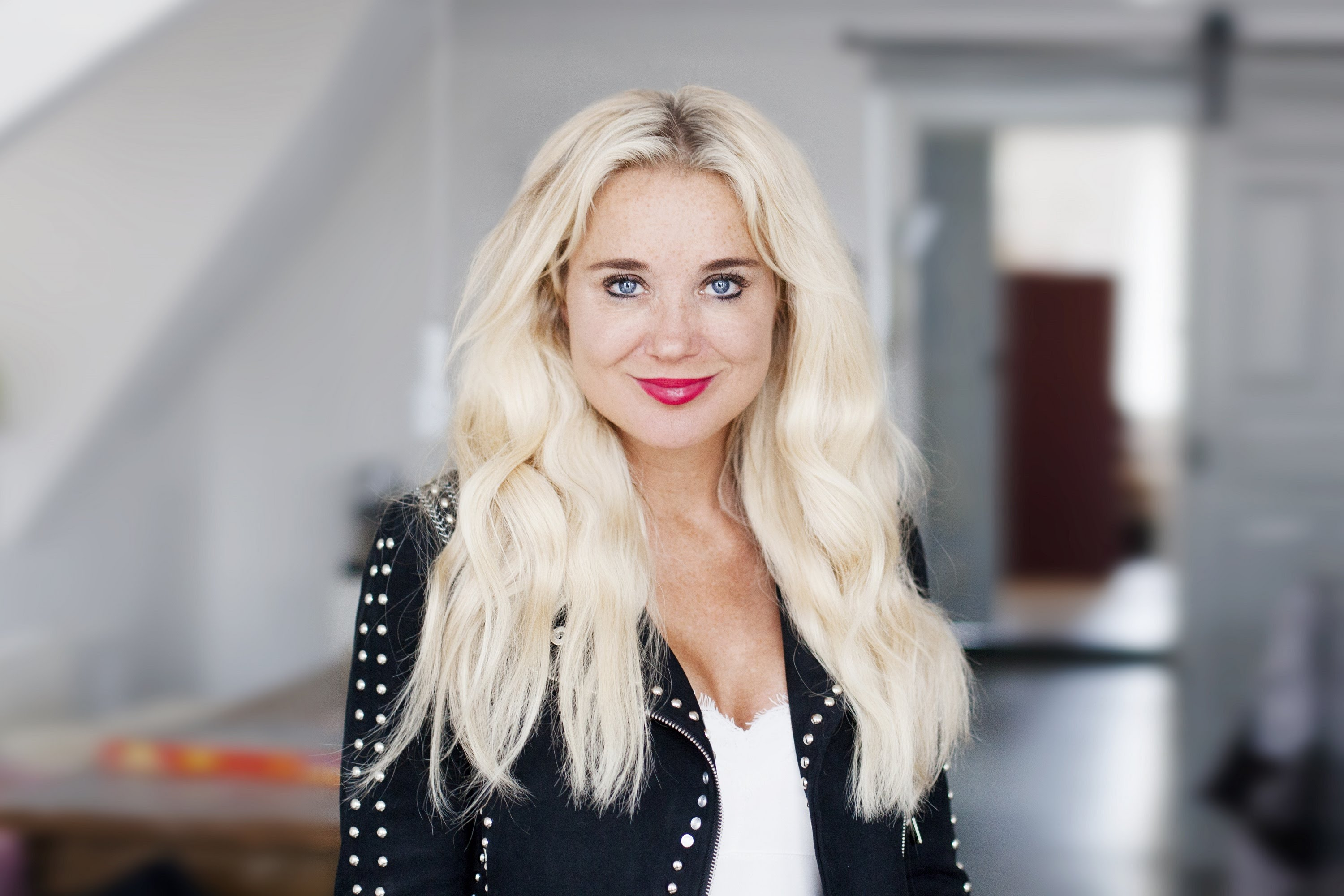
Sonja Bakker, 2018

Sonja Bakker (* 3. November 1974 in Avenhorn) ist eine niederländische Diätberaterin und Autorin von Sachbüchern zu diesem Komplex.

## Leben
Sonja Bakker ist als Tochter einer Unternehmerfamilie in Avenhorn (Provinz Nordholland) aufgewachsen; ihr Vater ist Blumenzüchter. Nach Abschluss der Handelsschule arbeitete Sonja Bakker als Mitarbeiterin in der Personalabteilung bei einem großen Handelsunternehmen. Bis 2009 war Sonja Bakker mit Koen Lenting verheiratet. Aus der Ehe sind die beiden Söhne Tristan und Finn hervorgegangen. Seit 2013 ist sie mit Jan Reus verheiratet, mit dem sie 2012 ihren Sohn Bram bekam.
Wie Bakker angibt, hatte sie selbst schon viele Diäten ausprobiert, bevor sie neben ihrer Berufstätigkeit abends und am Wochenende mit ihrem Fernstudium zur Diätberaterin begann. Anschließend folgte die Ausbildung im Bereich der orthomolekularen Ernährung. Nach ihrer Aussage habe sie dadurch mehr Einblick in die Ernährung bekommen und konnte ihre eigene Diätmethode entwickeln. Seit 1997 ist sie diplomierte Diätberaterin und gründete in Volendam ihre eigene Praxis.

### Lebenswerk
Während ihrer Schwangerschaft im Jahre 2002 und einem damit verbundenen, längerem Krankenhausaufenthalt, begann sie, an ihrem ersten Buch zu schreiben. 2003 verkaufte sie ihre Diätberatungspraxis, um sich voll auf ihre neuen Aktivitäten konzentrieren zu können. Da kein Verlag in den Niederlanden ihr Buch publizieren wollte, beschloss sie 2004, ihr erstes Buch selbst herauszugeben. Ihr damaliger Mann Koen Lenting gründete daraufhin den Verlag „De Zonnestraal“. Dieser Verlage gibt seitdem Sonja Bakkers Bücher heraus und gehört inzwischen Sonja Bakker selbst.
Von ihrem ersten Buch Bereik je ideale gewicht („Erreichen Sie Ihr ideales Gewicht“) wurden mehr als 900.000 Exemplare verkauft. In diesem Buch beschreibt sie eine ganz einfache Methode, bei der man alles essen darf, keine Kalorien oder Punkte zu zählen braucht, und man nimmt trotzdem ab, da man relativ wenig Nahrungsenergie zu sich nimmt. Auf diesen ersten Bucherfolg folgten noch eine ganze Anzahl weiterer Diätratgeber.
Im September 2006 hatte Sonja Bakker ihr Fernsehdebüt im SBS6–Programm Je echte leeftijd („Ihr wirkliches Alter“). In diesem Programm begleitete sie die Kandidaten auf deren Weg zu einem gesunden Gewicht. Dieses Programm wurde im Februar 2007 noch einmal fortgesetzt.
Des Weiteren schrieb Sonja Bakker auch wöchentliche Kolumnen für diverse niederländische Zeitungen, Zeitschriften und Magazine. Sie gab Lesungen für Ärzte, Krankenhausmitarbeiter und auch in Unternehmen. In diesen Lesungen konzentrierte sie sich auf den Zusammenhang zwischen gesunder Ernährung und einer häufig auftretenden fehlenden Motivation.
Im Dezember 2006 erschien ihr drittes Buch Bereik en behoud je ideale gewicht (Ihr ideales Gewicht erreichen und halten). Diese Ausgabe entstand, so Bakker, aufgrund der Nachfrage vieler Leser, die mit ihrem ersten Buch abgenommen hatten, aber nach einem Ansporn suchten, um ihr Gewicht zu halten. Von diesem Buch wurden mittlerweile ca. 600.000 Exemplare verkauft.
In den Niederlanden sagt man schon seit Jahren oft nicht mehr „ich bin auf Diät“, sondern man benutzt jetzt das Verb „sonjabakkeren“.

### Erreichen Sie Ihr Traumgewicht und Sonjas Kochbuch
Im deutschsprachigen Raum erschien 2007 das Buch „Erreichen Sie Ihr Traumgewicht!“, Bakkers viertes und erstes deutschsprachiges Buch, das hauptsächlich auf ihrem ersten und erfolgreichsten veröffentlichten Buch ('Bereik je ideale gewicht') beruht, und mit Themen und Informationen aus Bakkers drittem Buch ('Bereik en behoud je ideale gewicht') ergänzt und an den deutschen Markt angepasst wurde. 2008 erschien dann 'Sonjas Kochbuch', in dem Sonja Bakker auch Ihre Methode beschreibt, aber dieses Buch enthält viel mehr Rezepte, als das erste deutsche Buch, dessen Schwerpunkt die Wochenmenüs zum Abnehmen sind.

## Kritik
Es gibt allerdings auch kritische Stimmen bezogen auf die Diätmethode von Sonja Bakker. Das niederländische Gesundheitszentrum (Voedingscentrum) bestätigt zwar, dass man mit dieser Methode vorübergehend sein Gewicht reduzieren könne, aber nicht für längere Zeit. Laut Gesundheitszentrum ist die Methode zu oberflächlich, um gesunde Essgewohnheiten zu entwickeln, durch die man auch tatsächlich schlank bleiben kann.
Die Tipps in dem Buch beschränken sich auf 'ausreichende Bewegung' und 'drei Hauptmahlzeiten pro Tag'. Das Gesundheitszentrum bezweifelt sehr, ob diese Informationen ausreichend sind, um nicht wieder in die alten Essgewohnheiten zurückzufallen.
Des Weiteren gibt das Gesundheitszentrum an, dass sich in dem Buch „alte Weisheiten“ befänden, die nicht mehr mit den aktuellen Untersuchungen der Wissenschaft vereinbar seien, zum Beispiel die Aussagen, Kaffee entziehe dem Körper Flüssigkeit, Weißwein verursache Zellulitis oder Obst reinige den Körper.
Außerdem spielen Basislebensmittel wie Brot und Getreide in dem Buch von Sonja Bakker nur eine zweitrangige Rolle, was nicht in Übereinstimmung mit den Ernährungsempfehlungen des Gesundheitszentrums ist.
Die Psychologin Tatjana van Strien aus Nimwegen hat ebenfalls Kritik an der Sonja-Bakker-Diät geäußert. In ihrem eigenen Buch zum Thema Abnehmen mit und ohne Erfolg, bezeichnet sie die Sonja-Bakker-Diät als eine „Crashdiät“, die sogar bleibende Stoffwechselprobleme und Ernährungsstörungen hervorrufen kann. Laut Tatjana van Strien verursache die Diät im Körper eine Art freiwillige Hungersnot, durch die der Körper auf das Notprogramm umschaltet und extra sparsam mit der ihm zugeführten Energie umgeht.
Auch werden in Sonja Bakkers Buch explizit bestimmte Marken von großen Nahrungsmittelherstellern genannt, die dazu führen, dass ihre Unabhängigkeit stark angezweifelt werden kann.(1)

## Plagiat
Sonja Bakker wurde von ihrer Kollegin Bea Pols, einer Diätberaterin aus Heerhugowaard/Noord-Holland, bereits mehrmals des Plagiates beschuldigt. Es handle sich hierbei um mindestens 20 Sätze, die teilweise wortwörtlich aus dem von Bea Pols veröffentlichten Buch abgeschrieben wurden. Außerdem um Rezepte, die mit minimalen Anpassungen direkt aus diversen niederländischen Supermarktzeitschriften abgeschrieben wurden sowie um Abschriften aus mehreren anderen Büchern verschiedener Autoren, um nur einige Beispiele zu nennen. Zu einer gerichtlichen Auseinandersetzung ist es bislang allerdings nicht gekommen. Die strittigen Stellen sind in den deutschen Ausgaben allerdings nicht mehr zu finden.

## Bisherige Titel von Sonja Bakker
- 2005–Bereik je ideale gewicht! ISBN 90-90-19224-7
- 2006–Bereik je ideale gewicht voor kinderen en tieners! ISBN 90-78211-03-2
- 2006–Bereik en behoud je ideale gewicht! ISBN 90-78211-00-8
- 2007–Zomerslank met Sonja! ISBN 978-90-78211-07-5
- 2007–Erreichen Sie Ihr Traumgewicht! ISBN 978-90-78211-06-8
- 2008–Gezond genieten met Sonja! ISBN 978-90-78211-11-2
- 2008-Sonjas Kochbuch ISBN 978-90-78211-16-7
- 2008 – Lekker in je vel met Sonja! in Zusammenarbeit mit der Modekette Miss Etam
- 2009 – Verleg je grenzen: met Sonja en Rik op culinaire safari, mit Co-Autor Rik Felderhof
- 2010 – De avonturenmama
- 2010 – Knutseldagboek
- 2011 – Puur jezelf: inzicht dagboek
- 2011 – Bereik je ideale gewicht! Deel 2
- 2012 – Bereik je ideale gewicht voor het hele gezin! ISBN 978-90-78211-26-6
- 2013 – Ibiza, de hemel en de hel (Roman)
- 2013 – Winterslank ISBN 978-90-78211-25-9
- 2013 – Bereik je ideale gewicht voor het hele gezin / Teil 2 ISBN 978-90-78211-26-6
- 2014 – Bereik je ideale gewicht voor het hele gezin / Teil 3 ISBN 978-90-78211-30-3
- 2015 – Bereik je ideale gewicht voor het hele gezin / Teil 4 ISBN 978-90-78211-32-7